# 一氧化二硫
一氧化二硫是具有化学式S2O的无机化合物。它是低氧化硫之一。它是一种无色气体，会冷凝形成浅色固体，在室温下不稳定。

它是一个角形的分子，具有一个S-S-O角为117.88°，S-S的键长度为188.4pm，S-O的键长则为146.5pm。

## 制备
硫和氧化铜反应可生成一氧化二硫。
3 S8 + 12 CuO   →   12 CuS  +  4 S2O  +  4 SO2
也可以由氯化亚砜和硫化银在160℃反应合成。
SOCl2 + Ag2S   →   2 AgCl  +  S2O
一氧化硫的分解也可得到一氧化二硫。
3 SO → SO2 + S2O